# Barak Baba
Barak Baba (ur. w 1257/1258 r. we wsi w pobliżu miasta Tokat w dzisiejszej Turcji, zm. w 1307/1308 r. w pobliżu miasta Lahidżan w dzisiejszym Iranie) – turecki derwisz i sufi związany z dynastią Ilchanidów, propagujący synkretyczną szamanistyczno - muzułmańską religijność.
Imię Barak znaczy w kipczackiej odmianie tureckiego nieowłosiony pies i jest to przydomek nadany Babie przez jego mistrza Sary Saltuka, po tym jak pożądliwie pochłonął on kąsek, który spodziewał się spożyć Sary. Według późniejszych legend Barak był synem seldżuckiego sułtana Izz ad-Dina Kajkawusa II, który musiał uciekać przed Mongołami do Bizancjum, gdzie Barak miał być adoptowany przez patriarchę Konstantynopola i nawrócony z chrześcijaństwa na islam dopiero przez Sary Saltuka. W rzeczywistości urodził się on w wiosce nieopodal miasta Tokat w centralnej Anatolii, gdzie jego ojciec był rolnikiem. Barak Baba jest wymieniany jako główny sukcesor Hadżdżiego Bektasza, jest to jednak niemożliwe ze względów chronologicznych. Najprawdopodobniej był uczniem właśnie Sary Saltuka, półlegendarnego wojownika, który propagował islam na Krymie i w Dobrudży.
Prawdopodobnie z powodu militarnej klęski swojego mistrza Barak Baba opuścił go i powędrował na dwór Ilchanidów. Kiedy Mahmud Ghazan (1295–1304) przyjął go na dworze w Tabrizie, wypuszczono na niego tygrysa (albo lwa), by sprawdzić jego okultystyczne zdolności. Okrzyk Baraka zatrzymał zwierzę i odtąd cieszył się on całkowitym zaufaniem zarówno Ghazana, jak i jego następcy Oldżajtu (1304–1316), którzy używali go w swoich dyplomatycznych (lub być może szpiegowskich) misjach.
W roku 1306 Barak Baba przybył do mameluckiego Damaszku wraz ze sztandarem Ilchanidów i listem polecającym. Niezwykle brudny, odziany tylko w przepaskę na biodrach i filcowy turban, do którego przyczepione były krowie rogi, wzbudził zarówno zgorszenie, jak i ciekawość. Źródła arabskie w następujący sposób opisują jego derwiszy: "Zawieszali na szyjach dzwonki i kości, golili brody i zapuszczali sumiaste wąsy. W rękach dzierżyli drewniane miecze lub zagięte przy końcu pałki. Towarzyszyły im bębny i flety, przy których akompaniamencie oddawali się pełnym wigoru tańcom. Zdobiące ich szyje rekwizyty wydawały takie larum, że widzowie niemal odchodzili od zmysłów. Nie przywiązywali oni wagi do modlitwy lub postu. Barak Baba rozdawał zgromadzoną przez siebie jałmużnę derwiszom i ubogim". Afram, gubernator Damaszku, postawił przed Barakiem dzikiego strusia, którego ten miał w jednej chwili oswoić. Po nieudanej próbie przybycia do Egiptu Barak Baba i jego towarzysze krążyli pomiędzy Damaszkiem i Jerozolimą, aż w końcu powrócili do Iranu.
W następnym roku przeciwko Ilchanidom zbuntowali się mieszkańcy Gilanu i Barak Baba został wysłany z misją pomocy przy zaprowadzaniu porządku. W pobliżu miasta Lahidżan jego grupa napotkała buntowników, którzy, tytułując go Szejkiem Mongołów, zaczęli oskarżać o służenie wrogom muzułmanów, a następnie zabili. Ci z jego towarzyszy, którzy przeżyli atak, zabrali jego kości i pochowali je w stolicy Oldżajtu Soltanije.
Po śmierci Baraka Baby Oldżajtu zbudował przytułek dla jego zwolenników, na który przeznaczał po pięćdziesiąt dinarów dziennie. Zarządzali nim następcy Baraka, zaś jego liczni naśladowcy pojawili się także w Anatolii. Barak Baba pozostawił po sobie niewielki zbiór lakonicznych i enigmatycznych powiedzeń w języku kipczackim, które w blisko pięćdziesiąt lat po jego śmierci zostały opatrzone komentarzem napisanym w wyrafinowanym perskim przez sufickiego poetę Kutba ad-Alawiego. W jego interpretacji krypto-szamanistyczny sufizm Baraka Baby niewiele różnił się od ortodoksyjnego sufizmu sunnickiego. Według niektórych źródeł Barak Baba miał utrzymywać, że Ali był wcieleniem Boga i powrócił na ziemię pod postacią sułtana Oldżajtu. Jeżeli tak rzeczywiście było, to Barak Baba był wczesnym eksponentem potężnej mieszanki tureckiego szamanizmu, sufizmu i skrajnego szyizmu, która dwa stulecia później miała wynieść do władzy Safawidów. W takiej czy innej postaci jego duży wpływ na bektaszyzm i ruch Kyzyłbaszy jest niewątpliwy.

## Literatura przedmiotu
- X.10."Kalandarzy i rindowie". W: Jacek Sieradzan: Szaleństwo w religiach świata. Wyd. 1. Kraków: Wydawnictwo Wanda, 2005, s. 511. ISBN 83-89448-16-5.